# L’Hôpital-Saint-Blaise
L’Hôpital-Saint-Blaise – miejscowość i gmina we Francji, w regionie Nowa Akwitania, w departamencie Pireneje Atlantyckie.
Według danych na rok 1990 gminę zamieszkiwało 76 osób, a gęstość zaludnienia wynosiła 36 osób/km² (wśród 2290 gmin Akwitanii L’Hôpital-Saint-Blaise plasuje się na 1099. miejscu pod względem liczby ludności, natomiast pod względem powierzchni na miejscu 1564.).